# Ren Sengoku
Ren Sengoku (født 2. oktober 1990) er en japansk fodboldspiller.